# 太阳系稳定性问题
太阳系稳定性是一个天文学中的热门课题。虽然几乎所有的预测都表明，在未来的数十亿年内没有行星会相互碰撞或脱离太阳系且地球是相对稳定的，但太阳系的确是一个混沌系统。
自从1687年牛顿提出万有引力定律以来，数学家和天文学家们已经找到了一些关于行星稳定运动的证据，这些探索引领了不少数学的发展，其中几个连续的“证明了”太阳系的稳定性。

## 概况和挑战
主要话题：混沌理论
行星轨道趋向于长期变化，为太阳系建立模型的理论成为多体问题。在太阳系中一个有关混沌的著名例子是在3：2轨道共振的海王星-冥王星系统，虽然它们自身的振动保持稳定，但在任意准确度下预测1-2千万年（李雅普诺夫时间）后冥王星的位置是不可能的。另一个例子是地球的黄赤交角，因为月球与地球的潮汐相互作用产生的摩擦增加了，这将会在距今15至45亿年后的某一点导致混沌。
行星轨道在更长的时间尺度下是混沌的，这样在0.02-2.3亿年的范围内整个太阳系会经历一个李雅普诺夫时间。就一切情况而论这都意味着行星的轨道位置最终一定会趋于不可预测，在某些情况下轨道自身也会出现显著的改变。这样的混沌最强烈的表现在于偏心率的变化，行星轨道会因此变成更圆或更扁的椭圆。
太阳系基本上是稳定的，在未来的数十亿年内没有行星会相互碰撞或脱离太阳系。超过这个范围，火星的偏心率将可能在50亿年后增长到0.2左右，导致它的轨道穿过地球的轨道而引起潜在的对撞危险。在同样的时间尺度下，水星的偏心率增长可能会更大，而紧密靠近金星使得它们在理论上可以一起逃出太阳系或推动金星撞向地球。
在计算中，不确定的因素还包括小行星、由于太阳辐射和太阳风的造成的动量损失、太阳风对行星磁层的拖拽作用、银河系的潮汐作用、微扰以及穿过恒星的影响等。此外，动量方程描述的是一个固有的连续性过程，所以我们无法从大规模并行运算中得利。

## 研究
Longstop
Longstop（Long-term Gravitational Study of the Outer Planets）是Archie Roy于1982年发起的太阳系动力学国际合作项目。它涉及到在超级计算机上创建模型以整合外层行星的轨道。它的结果显示了外层行星之间有着奇特的能量交换，但并未发现显著的不稳定现象。
数字太阳系仪
另一个项目涉及了数字太阳系仪的构造，它是由 Gerry Sussman和他的MIT小组于1988年提出的。小组用超级计算机整合了超过8.45亿年（太阳系年龄的20%)的外层行星轨道。在1988年，Sussman和Wisdom发现太阳系仪中的数据显示了冥王星轨道有混沌的迹象，部分原因是由于它与海王星之间特有的共振。
Laskar
1989年，法国精度管理局的Jacques Laskar发表了他对太阳系超过2亿年的数值积分结果，他沿线运用了拉普拉斯平衡方程而非完整的动量方程。Lasker的工作显示，地球轨道是混沌的，现在对地球轨道15公尺那麼小的测量误差就会导致仅仅1亿年后其轨道的不可测量。